# Юрьево (Кировская область)
Юрьево — село в Котельничском районе Кировской области, административный центр Юрьевского сельского поселения.

## География
Располагается на расстоянии примерно 17 км по прямой на север-северо-восток от райцентра города Котельнич на правом берегу реки Молома.

## История
Известно с 1598 года как погост. В 1671 году учтено 29 дворов, в 1678 отмечена Рождественская церковь, в 1710 году отмечено 13 дворов, в 1762 году 161 житель. В 1873 году здесь (село Карно-Юрьевское) дворов 9 и жителей 82, в 1905 (Юрьевское или Юрьево) 5 и 14, в 1926 24 и 35, в 1950 44 и 82, в 1989 проживало 818 человек. Ныне в селе Ильинская церковь, построенная в 1767 году.

## Население
Постоянное население составляло 732 человека (русские 96 %) в 2002 году, 601 в 2010.